# Mellu (Kwajalein)
Mellu (auch: Milu Island, Mirū-tō, Miruu To) ist eine Insel des Kwajalein-Atolls in der Ralik-Kette im ozeanischen Staat der Marshallinseln (RMI).

## Geographie
Das Motu liegt im nördlichen Riffsaums des Atolls zwischen Boggerlap und Ennuebing und zwischen dem Mellu Pass (Ivan Passage) und dem Small North Pass (Kita, Kita-suidō, Nord-Durchfahrt). Die Insel selbst ist ca. 500 lang und maximal 200 m breit. Etwa 1,5 weiter im Süden, im Innern der Lagune, liegt das Inselchen Drenaenae (Sand Islet, Dogenai Island).

## Klima
Das Klima ist tropisch heiß, wird jedoch von ständig wehenden Winden gemäßigt. Ebenso wie die anderen Orte der Kwajalein-Gruppe wird Mellu gelegentlich von Zyklonen heimgesucht.